# Сан Мартино Санита
Сан Мартѝно Санѝта (на италиански: San Martino Sannita) е село и община в Южна Италия, провинция Беневенто, регион Кампания. Разположено е на 450 m надморска височина. Населението на общината е 1287 души (към 2010 г.).